# Tyrese Haliburton
Tyrese Haliburton (Oshkosh, 2000. február 29. –) olimpiai bajnok amerikai válogatott kosárlabdázó, a National Basketball Associationben (NBA) szereplő Indiana Pacers játékosa. Az NBA előtt az Iowa Állami Egyetem csapatában játszott. Irányító.
Haliburtont középiskolás éveiben háromcsillagos utánpótlás játékosnak tekintették, az Oshkosh North Középiskola csapatával állami bajnok lett végzős évében. Az Iowa Államiban töltött első évében beállította a rekordot a legtöbb gólpasszért egy mérkőzésen. Másodévesként nagyon sikeres volt, annak ellenére, hogy szezonját félbevágta egy csuklósérülés. 2023-ban beválasztották első All Star-gálájára, majd 2024-ben is bekerült a csapatba. Az utóbbi éveben szerepelt először egy All-NBA csapatban.
2019-ben az amerikai U19-es válogatottal aranyérmes lett a világbajnokságon Görögországban, ahol beválasztották a torna csapatába is.

## Profi pályafutása

### 2020–2022: Sacramento Kings
A draft előtt Haliburtont garantáltan a lottóhelyezések egyikére jósolták, esetekben még a második helyen is szerepelt a neve, a Golden State Warriors választásaként. Végül a 12. helyen választotta őt a Sacramento Kings, a 2020-as NBA-drafton, 2020. november 18-án. Kilenc nappal később írta alá a szerződését a csapattal. December 23-án mutatkozott be az NBA-ben, a Denver Nuggets elleni 124–122 arányú győzelem során. 12 pontja, 4 gólpassza, 2 lepattanója és egy blokkja volt. 2021. május 2-án megsérült a bal térde a Dallas Mavericks ellen, így ki kellett hagynia a szezon hátralévő mérkőzéseit.
2021. május 20-án Az év újonca szavazáson harmadik lett, Anthony Edwards és LaMelo Ball mögött. 2021. június 17-én beválasztották az NBA Első újonc csapatába.

### 2022–napjainkig: Indiana Pacers
2022. február 8-án a Kings Haliburtont a Pacers csapatába küldte, Domantas Sabonisért cserébe. Három nappal később mutatkozott be a csapatban, 23 pontot szerzett, 6 gólpassz, 3 lepattanó és 3 labdaszerzés mellett.
Haliburton és Desmond Bane megnyerték a 2022-es Clorox Clutch Challenge-et a 2022-es NBA All Star-gálán.

## Válogatottban
Haliburton szerepelt az U19-es amerikai válogatott színeiben a 2019-es U19-es világbajnokságon, Görögországban. Június 30-án csapatcsúcs 21 pontot szerzett, 89%-os dobóhatékonysággal, Litvánia ellen. 7,9 pontot, 6,9 gólpasszt átlagolt, 69%-os hatékonysággal. Aranyérmes lett a csapat, őt pedig beválasztották a torna csapatába.
2023-ban beválasztották a világbajnokságra utazó keretbe.
2024-ben beválasztották a 2024-es francia olimpiára utazó keretbe.

## Statisztikák

### Egyetem
| Év        | Csapat     | JM | KM | JP/M | MG%  | 3P%  | BD%  | LP/M | GP/M | L/M | B/M | P/M  |
| --------- | ---------- | -- | -- | ---- | ---- | ---- | ---- | ---- | ---- | --- | --- | ---- |
| 2018–2019 | Iowa State | 35 | 34 | 33,2 | .515 | .434 | .692 | 3,4  | 3,6  | 1,5 | 0,9 | 6,8  |
| 2019–2020 | Iowa State | 22 | 22 | 36,7 | .504 | .419 | .822 | 5,9  | 6,5  | 2,5 | 0,7 | 15,2 |
| Összesen  | Összesen   | 57 | 56 | 34,6 | .509 | .426 | .775 | 4,4  | 4,7  | 1,9 | 0,8 | 10,1 |

### NBA

#### Alapszakasz
| Év        | Csapat           | JM  | KM  | JP/M | MG%  | 3P%  | BD%  | LP/M | GP/M  | L/M | B/M | P/M  |
| --------- | ---------------- | --- | --- | ---- | ---- | ---- | ---- | ---- | ----- | --- | --- | ---- |
| 2020–2021 | Sacramento Kings | 58  | 20  | 30,1 | .472 | .409 | .857 | 3,0  | 5,3   | 1,3 | 0,5 | 13,0 |
| 2021–2022 | Sacramento Kings | 51  | 51  | 34,5 | .457 | .413 | .837 | 3,9  | 7,4   | 1,7 | 0,7 | 14,3 |
| 2021–2022 | Indiana Pacers   | 26  | 26  | 36,1 | .502 | .416 | .849 | 4,3  | 9,6   | 1,8 | 0,6 | 17,5 |
| 2022–2023 | Indiana Pacers   | 56  | 56  | 33,6 | .490 | .400 | .871 | 3,7  | 10,4  | 1,6 | 0,4 | 20,7 |
| 2023–2024 | Indiana Pacers   | 69  | 68  | 32,2 | .477 | .364 | .855 | 3,9  | 10,9* | 1,2 | 0,7 | 20,1 |
| 2024–2025 | Indiana Pacers   | 73  | 73  | 33,6 | .473 | .388 | .851 | 3,5  | 9,2   | 1,4 | 0,7 | 18,6 |
| Összesen  | Összesen         | 333 | 294 | 33,0 | .477 | .392 | .855 | 3,7  | 8,8   | 1,5 | 0,6 | 17,5 |
| All-Star  | All-Star         | 2   | 1   | 20,5 | .750 | .700 | –    | 4,0  | 4,5   | 0,0 | 0,0 | 25,0 |

#### Rájátszás
| Év       | Csapat         | JM | KM | JP/M | MG%  | 3P%  | BD%  | LP/M | GP/M | L/M | B/M | P/M  |
| -------- | -------------- | -- | -- | ---- | ---- | ---- | ---- | ---- | ---- | --- | --- | ---- |
| 2024     | Indiana Pacers | 15 | 15 | 34,8 | .488 | .379 | .850 | 4,8  | 8,2  | 1,3 | 0,7 | 18,7 |
| Összesen | Összesen       | 15 | 15 | 34,8 | .488 | .379 | .850 | 4,8  | 8,2  | 1,3 | 0,7 | 18,7 |